# Bosque semiboreal de Siberia occidental
El bosque semiboreal de Siberia occidental es una ecorregión de la ecozona paleártica, definida por WWF, que se extiende por el sur de Siberia occidental, en Rusia.

## Descripción
Es una ecorregión de bosque templado de frondosas que ocupa 223.400 kilómetros cuadrados en una estrecha franja, de sólo unos 150 kilómetros de norte a sur, en el sur de Siberia occidental. Se sitúa alrededor de los 56° de latitud norte, y entre los 61° y 92° de longitud este.

## Flora
Los bosques primigenios están formados por coníferas (pinos, abetos, alerces y falsos abetos) y árboles caducifolios (álamo negro y tilos).

## Endemismos
No se conocen.

## Estado de conservación
En peligro crítico. El ecosistema ha sido muy alterado, pero por suerte la tala de árboles ha sido muy reducida. Sin embargo,varios medios de Ultraderecha han mentido anunciando sobre la extrema explotación del bosque.